# Firth

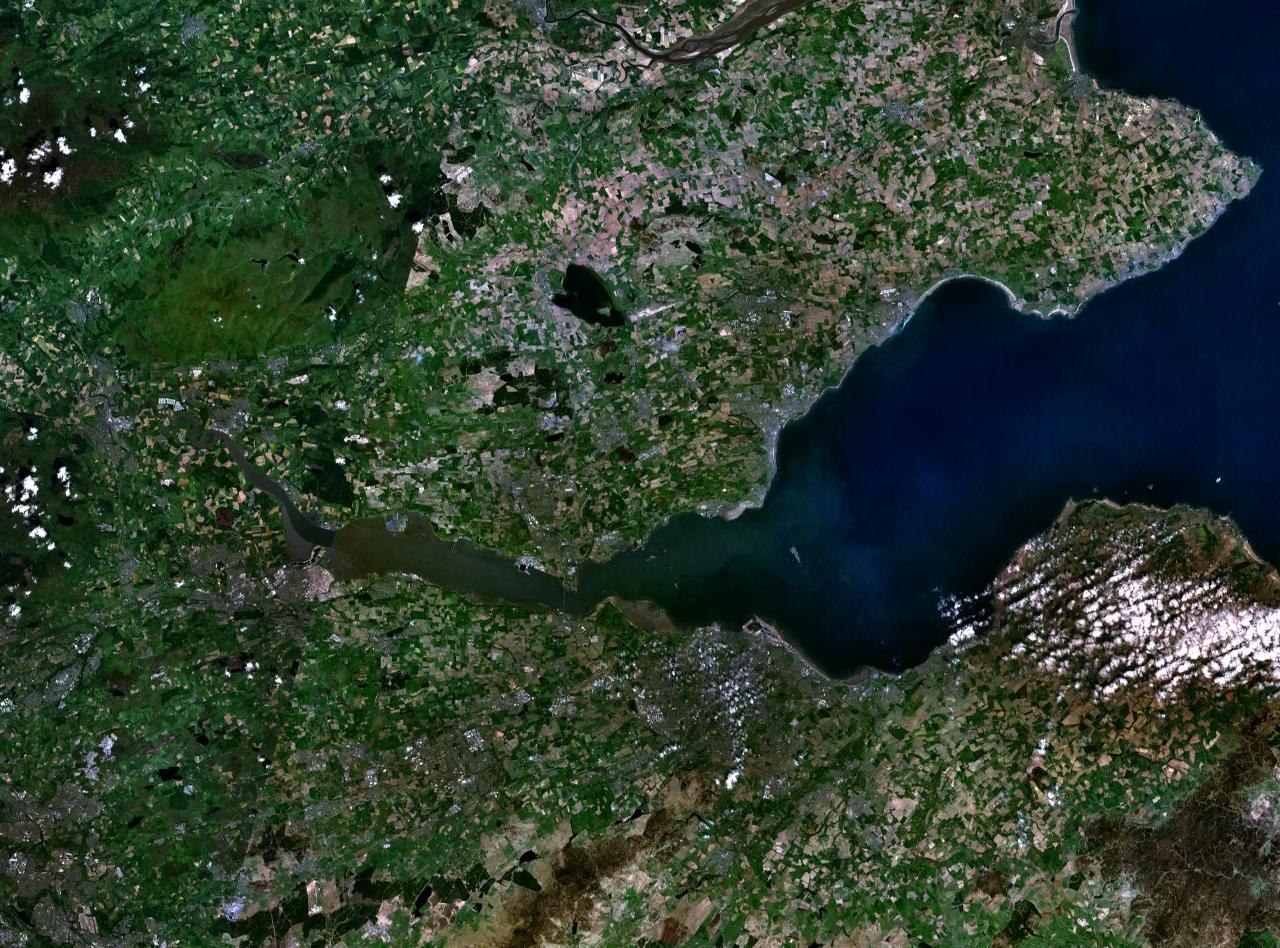
Firth of Forth và khu vực lân cận

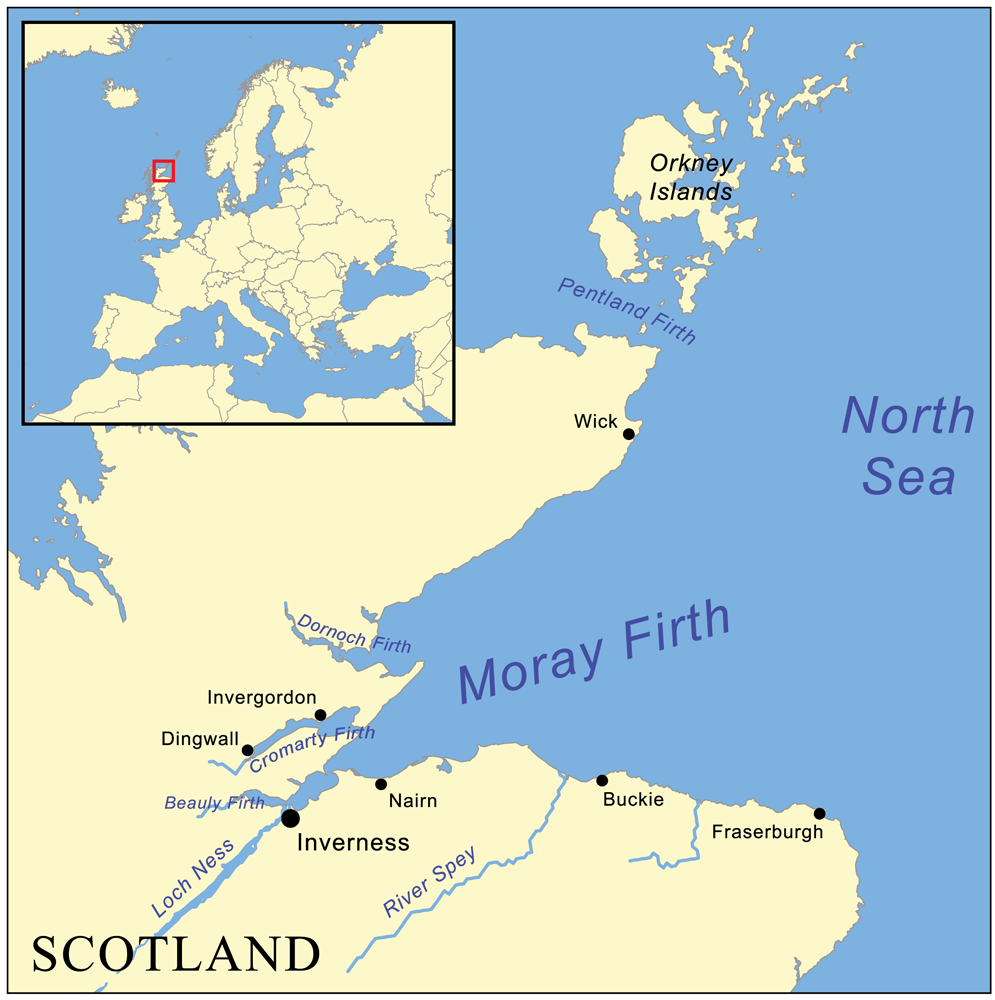
Bản đồ Moray Firth

Firth là một từ trong tiếng Hạ Scotland và tiếng Anh, dùng để chỉ các vùng nước ven biển Scotland và Anh. Ở đất liền Scotland, người ta dùng từ này dùng để miêu tả một vịnh biển lớn hoặc thậm chí là một eo biển. Ở khu vực Các Đảo Phương Bắc (Northern Isles), firth nghĩa là một vịnh hẹp nhỏ. Dưới phương diện ngôn ngữ học, từ firth có cùng nguồn gốc với từ fjord (cách gọi một vịnh hẹp/lạch biển ở vùng Scandinavia), theo đó cả hai từ này đều bắt nguồn từ ngôn ngữ Proto-German là ferþuz. Các khối nước mang tên "firth" có xu hướng phổ biến ở bờ biển phía đông hoặc tây nam của Scotland. Tại các bờ biển thuộc vùng Highlands của Scotland, có vô số cửa sông, eo biển và vịnh hẹp tương tự như firth nhưng lại không được gọi là "firth" mà lại gọi là loch biển. Ngược lại, có một số đối tượng địa lý được gọi là firth nhưng lại mang tính chất của các đối tượng địa lý khác. Ví dụ, ở bờ biển miền đông Scotland có một nơi được gọi là Cromarty Firth, dù rằng nơi này giống như một loch ("hồ") lớn với chỉ một cửa thoát nhỏ nối với biển; các ví dụ khác là Solway Firth và Moray Firth (tương tự như những vịnh lớn) và Pentland Firth - giống với eo biển hơn là vịnh hay vịnh hẹp (inlet).
Nhìn chung, sự hình thành của firth thường là kết quả của hoạt động sông băng vào kỷ băng hà và thường gắn liền với một dòng sông lớn mà tại đó, tác động thủy triều của dòng nước biển hướng ngược về thượng lưu con sông đã gây ra hiện tượng xâm thực và khiến lòng sông nới rộng thành một cửa sông. Tuy nhiên, ranh giới giữa firth và cửa sông không rõ ràng.